# Ротенфюрер

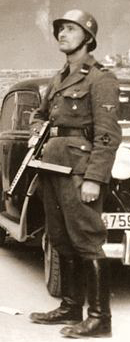
CC-ротенфю́рер Йосеф Блеше

Ротенфю́рер (нім. SS-Rottenführer, «ланковий СС») — військове звання СС та СА, яке існувало з 1932 по 1945. Відповідало званню оберєфрейтор у Вермахті.
Звання ротенфюрер було введено на початку 1932 року у зв'язку з розширенням організації СА, а потім й СС. В перекладі ротенфюрер мав значення — командир ланки (нім. Rotte), який мав у своєму складі від 5 до 7 членів партії.
Після проведеної Ночі довгих ножів в 1934 році, звання ротенфюрер у СС стало нижче за знов уведене звання унтершарфюрер, принаймні в СА звання ротенфюрер слідувало безпосередньо за званням шарфюрер.
Знаки розрізнення CC-Ротенфюрера Ваффен-СС

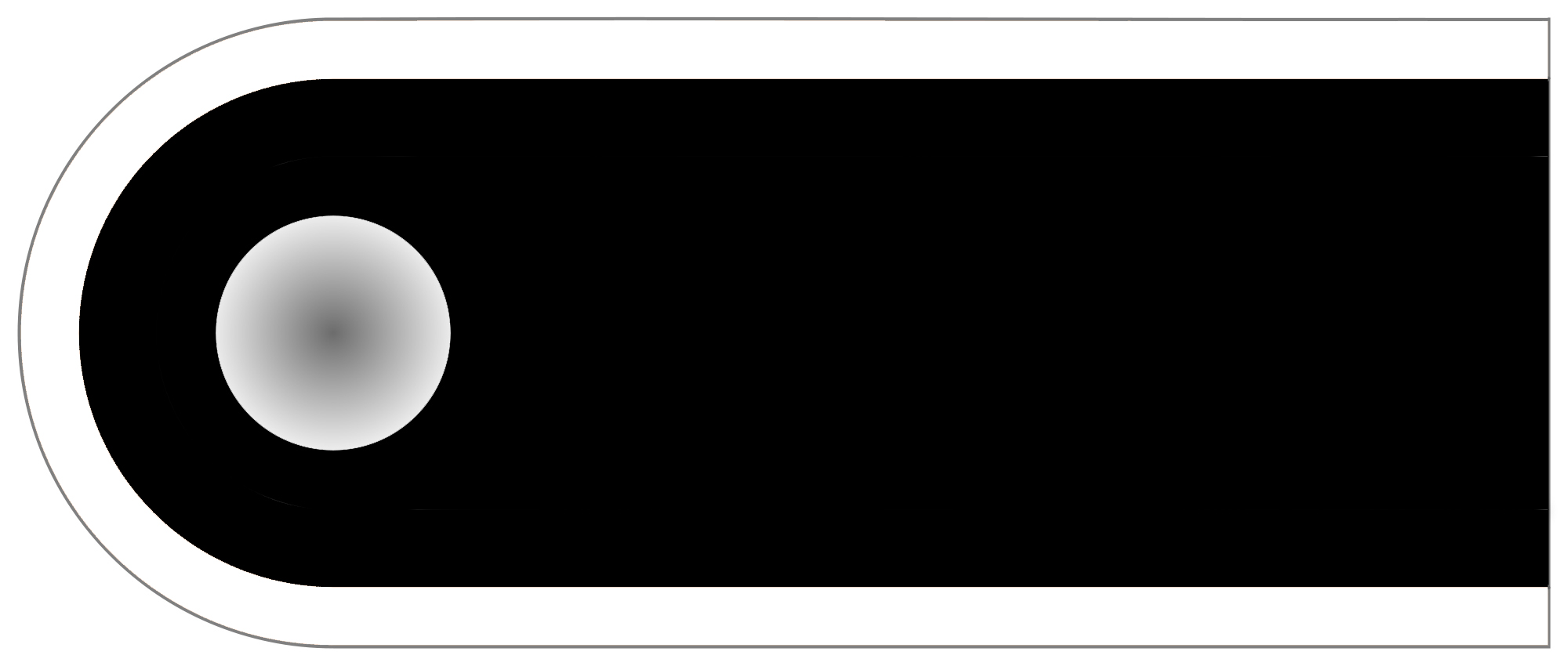
Погон всього рядового складу у «фельдграу» Ваффен-СС
Петлиця ротенфюрера СС у 1934—1940
Петлиця ротенфюрера Загальних військ СС у 1940—1945
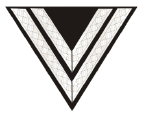
Нарукавний знак